# António Taipa
António Maria Bessa Taipa (ur. 11 listopada 1942 w Freamunde) – portugalski duchowny rzymskokatolicki, w latach 1999–2018 biskup pomocniczy Porto.
Święcenia kapłańskie otrzymał 15 sierpnia 1966. 22 lutego 1999 papież Jan Paweł II mianował go biskupem pomocniczym Porto, ze stolicą tytularną Tabbora. Sakry biskupiej 18 kwietnia 1999 biskup Porto – Armindo Lopes Coelho. 27 października 2018 złożył rezygnację ze względu na wiek. 